# Fimbristylis nelmesii
Fimbristylis nelmesii är en halvgräsart som beskrevs av Johannes Hendrikus Kern. Fimbristylis nelmesii ingår i släktet Fimbristylis och familjen halvgräs. Inga underarter finns listade i Catalogue of Life.